# Alois Meßmer
Alois Meßmer (auch Alois Messmer; * 11. November 1822 in Nassereith; † 23. August 1857 in Albano Laziale) war ein österreichischer Schriftsteller und katholischer Theologe.

## Leben
Meßmer war Sohn eines Schmieds. Nach dem Besuch der Ortsschule kam er 1835 an das Akademische Gymnasium Innsbruck, das er bis 1843 absolvierte. Bereits im Gymnasium war er dichterisch tätig. Seine frühen Dichtungen waren von Matthisson und Schiller beeinflusst, später orientierte er sich an Uhland. 1843 begann er sein Studium der Philosophie, Theologie und der klassischen Philologie an der Universität Innsbruck, wechselte anschließend an die Theologische Lehranstalt Brixen. Nach Ende seiner theologischen Studien empfing er 1847 die Priesterweihe. Danach war er von September 1847 bis September 1848 Kaplan in Heiterwang.
Meßmer wurde 1848 zum Professor der Theologie, insbesondere des Neuen Testaments, an die Brixener Lehranstalt berufen. In Brixen stand er in Kontakt mit Johann Mitterrutzner und Vinzenz Gasser. Außerdem freundete er sich mit der Malerin Augusta Freifrau von Buttlar an, die ebenfalls 1848 nach Brixen gezogen war. Neben der Theologie galt sein Interesse der Kunstgeschichte, was ihn zum Abfassen des Bändchens Religion und Kunst bewog. Einen Ruf des Erzherzogs Johann als Prinzenerzieher nach Meran lehnte er ab.
Meßmer konnte 1856 aufgrund eines Lungenleidens sein Lehramt nicht weiterführen. Er begab sich mit Freifrau von Buttlar auf eine längere Erholungsreise nach Italien, wobei sie in Venedig, Mailand, Pavia, Genua und Livorno längere Zeit verweilten, bevor sie sich in Florenz für mehrere Monate niederließen. Im Juni 1857 kamen sie nach Rom, von wo aus sie nach Albano reisten. Sein Gesundheitszustand hatte sich während der Reise allerdings verschlechtert, so dass er dort starb. Er wurde in der Kathedrale von Albano Laziale beigesetzt. Die Grabinschrift wurde von Alois Flir gestaltet.
Einige der Schriften Meßners wurden durch seine Freunde nach seinem Tod veröffentlicht.

## Werke (Auswahl)
- Reiseblätter, gesammelt zwischen Venedig und Amsterdam, 3 Bände, Wagner, Innsbruck 1855–1858.
- Geschichte der Offenbarung. 2 Bände, Herder, Freiburg 1857.
- Introductio in libros novi Testamenti. Wagner, Innsbruck 1858.
- Erklärung des Johannes-Evangeliums. Wagner, Innsbruck 1860.
- Erklärung des Briefes an die Galater. Wagner, Brixen 1862.
- Erklärung des ersten Korinther-Briefes. Rauch, Innsbruck 1862.
- Religion und Kunst. Rauch, Innsbruck 1862.